# Edirne
Andrinople
Pour les articles homonymes, voir Andrinople (homonymie).
Pour la province, voir Edirne (province).
Edirne (prononcé : /ediɾˈne/), ou Andrinople selon l'ancienne forme francisée (du grec ancien Ἁδριανούπολις / Hadrianoúpolis), О̀дрин/Odrin en bulgare, est la préfecture de la province turque du même nom, limitrophe de la Bulgarie et de la Grèce. La ville compte environ 143 000 habitants. Elle est traversée par la Maritsa, l'Hèbre des Anciens (Meriç en turc). Ses habitants sont les Adrianopolitains.

## Histoire
À cause de sa situation de point de passage, la ville fut le théâtre de nombreux affrontements militaires (voir les divers articles sur les batailles d'Andrinople). Dans son Histoire de la guerre, John Keegan indique que la ville a connu une quinzaine de sièges ou de batailles importantes. Sa position géographique explique largement cette particularité puisqu'elle se trouve à la confluence de trois fleuves et d'autant de vallées, dans une région accidentée où les lieux de passage sont donc restreints, la ville constituant un verrou stratégique sur le chemin de Constantinople.

### Antiquité
La ville fut fondée en 125 par l’empereur romain Hadrien (d'où son nom grec Hadrianoúpolis) sur le site d'une agglomération thrace plus ancienne nommée Orestias, Oscodama ou Odrysia. Il y eut plusieurs batailles d'Andrinople au IVe siècle : dans l'une, Constantin défit Licinius, en 324 ; dans l'autre, en 378, l'armée romaine, commandée par l'empereur Valens, affronta les envahisseurs germaniques (principalement Wisigoths ou Thervingues et Ostrogoths ou Greuthungues) commandés par Fritigern ; l'empereur romain y fut blessé et en mourut le 9 août.

### Moyen Âge
Le 14 avril 1205, Andrinople fut le théâtre d'une autre bataille entre les Bulgaro-Valaques et l'armée de l'empereur latin de Constantinople, Baudouin de Flandres, qui y fut fait prisonnier. Geoffroi de Villehardouin, sénéchal de Champagne et chroniqueur de la 4e croisade, y montra ses talents de stratège en sauvant l'armée de Baudouin de la déroute.
La ville revint en 1261 à l'Empire byzantin puis, en 1361 ou en 1369, elle fut prise par les Ottomans ; plus tard, le sultan Mourad Ier en fera sa capitale. La date et les circonstances exactes de la prise d'Andrinople, désormais Edirne en turc et Odrin en bulgare, ne sont pas connues avec certitude et font l'objet de débats,. La ville resta la capitale ottomane jusqu’à la prise de Constantinople en 1453.

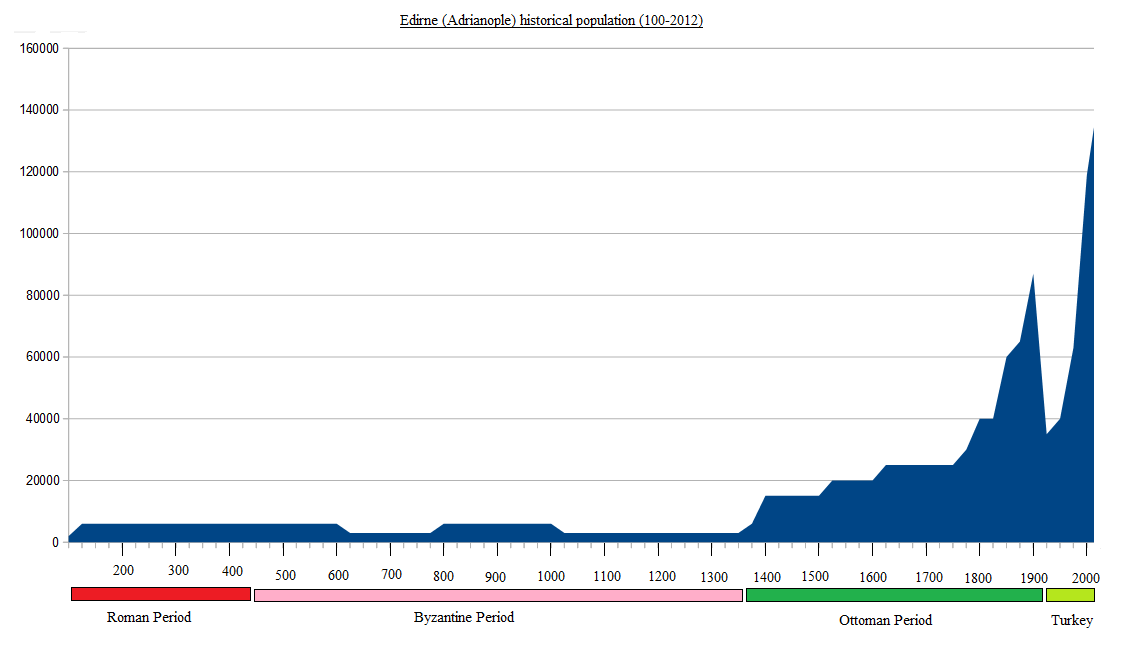
Population 100-2012.

### Période moderne et époque contemporaine
C'est à Andrinople que Sabbataï Tsevi est arrêté et jugé par le sultan Mehmed IV en septembre 1666. Pour échapper à la condamnation à mort, ce kabbaliste juif qui affirmait être le messie, embrasse l'islam, suivi par une partie de ses disciples, ce qui donne naissance au mouvement des sabbatéens ou dönme.
Sous l'Empire ottoman, la ville est le chef-lieu d'un sandjak (district) et une des résidences du beylerbey, gouverneur du pachalik de Roumélie qui regroupe la plus grande partie des provinces balkaniques ; elle est abandonnée pour Bitola (Manastir en turc) au XVIIIe siècle. Au XIXe siècle, elle devient en 1826 la capitale du pachalik d'Andrinople, transformé en vilayet en 1865-1867.
Les Russes et les Ottomans signent en 1829 le traité d'Andrinople par lequel ces derniers reconnaissaient l'indépendance des Grecs et l'autonomie des Serbes, rendent à la Moldavie le libre usage du port de Galatsi et à la Valachie les rayas de Turnu Măgurele, Djurdjouk et Ibrahil, mais surtout cèdent à la Russie elle-même les bouches du Danube, la Circassie, la Géorgie et une grande partie du territoire actuel de l'Arménie, lui accordant en outre la libre navigation sur le Danube, dans la mer Noire et dans les détroits,.
Le Mirza Husayn Ali Nuri vécut quatre ans à Andrinople, entre 1864 et 1868. La maison qu'il occupa (connue sous le nom de Beyaz ev, littéralement « maison blanche ») est un haut lieu de pèlerinage baha’i, religion monothéiste dont il est l'un des fondateurs.
La ville est l'objet d'un siège de la guerre russo-turque de 1877-1878, qui aboutit à sa prise par les armées russes, bulgares et roumaines. Vaincus, les Turcs doivent signer le traité de San Stefano, qui donne la ville à la Bulgarie (sous le nom d’Odrin). Selon les statistiques ottomanes de 1908, la population d'Andrinople se composait alors de 30 000 musulmans (Turcs, Circassiens, Albanais, Tziganes et autres), de 22 000 Grecs ou hellénophones, de 12 000 Juifs, de 10 000 Bulgares, de 4 000 Arméniens, et de 2 000 « non classés ». Le Congrès de Berlin rend la ville à l'Empire ottoman.
Pendant la Première Guerre balkanique (octobre 1912-mai 1913), Andrinople est à nouveau prise par les Bulgares lors du siège de 1913 ; mais une fois encore elle est reprise par les Ottomans durant la Deuxième Guerre balkanique (juin-juillet 1913). Deux tiers de ses habitants, soit environ 60 000 personnes de langue bulgare, doivent alors quitter la ville et sont remplacés par des colons anatoliens appelés Konyariotes (de la région de Konya).
En 1918, l'Empire ottoman se trouve aux côtés des Empires centraux vaincus de la Première Guerre mondiale. Le traité de Sèvres (10 août 1920) cède Edirne — redevenue Andrinople — à la Grèce. Mais, à l'issue de la guerre gréco-turque de 1919-1922, Andrinople — redevenue Edirne — fait une troisième fois retour à l'Empire ottoman, devenu la Turquie, par le traité de Lausanne (24 juillet 1923).
Edirne a été la « destination européenne d’excellence » sélectionnée pour la Turquie, à l'issue de la session 2008 du concours européen pour l’excellence dans le domaine touristique, organisé dans le cadre du projet EDEN, et qui récompense une destination par pays participant. Le thème du concours cette année-là était « tourisme et patrimoine immatériel local ».

Vue panoramique prise du sommet du minaret de la mosquée de Selim (2012).

## Monuments
- Le palais d'Edirne (Edirne Sarayı) était la résidence officielle du sultan ottoman du milieu du XIVe siècle jusqu'à la prise de Constantinople, en 1453.
- La mosquée de Selim (Selimiye Camii) fut construite par l’architecte Mimar Sinan à plus de 80 ans entre 1568 et 1574 sous le règne du sultan ottoman Sélim II. Il était enfin parvenu à relever le défi que lui avait toujours posé la coupole de Sainte-Sophie de Constantinople : faire une coupole encore plus large. Son dôme fait deux mètres de plus en diamètre, mais Sainte-Sophie garde près d’un millénaire d'avance. Cette mosquée est sans doute un des chefs-d’œuvre de l’art ottoman.
- La mosquée aux Trois Balcons (Üç Şerefeli Cami) construite entre 1443 et 1447 sous le règne de Murad II. Son plan est celui que Sinan reprendra dans ses propres constructions.
- La Vieille Mosquée (Eski Cami) qui est le plus ancien monument ottoman de la ville, commencée sous Suleyman (frère et rival de Mehmed Ier Çelebi) en 1403 et terminée par Mehmed Ier en 1414. Sur ses murs, deux calligraphies arabes proclament « Allah est grand » et « Mahomet est son prophète ».
- La mosquée de Mourad (Muradiye Camii) construite pendant le règne de Mourad II (1421-1451). Son mirhab est décoré de magnifiques carreaux de céramique blancs et bleus de forme hexagonale.

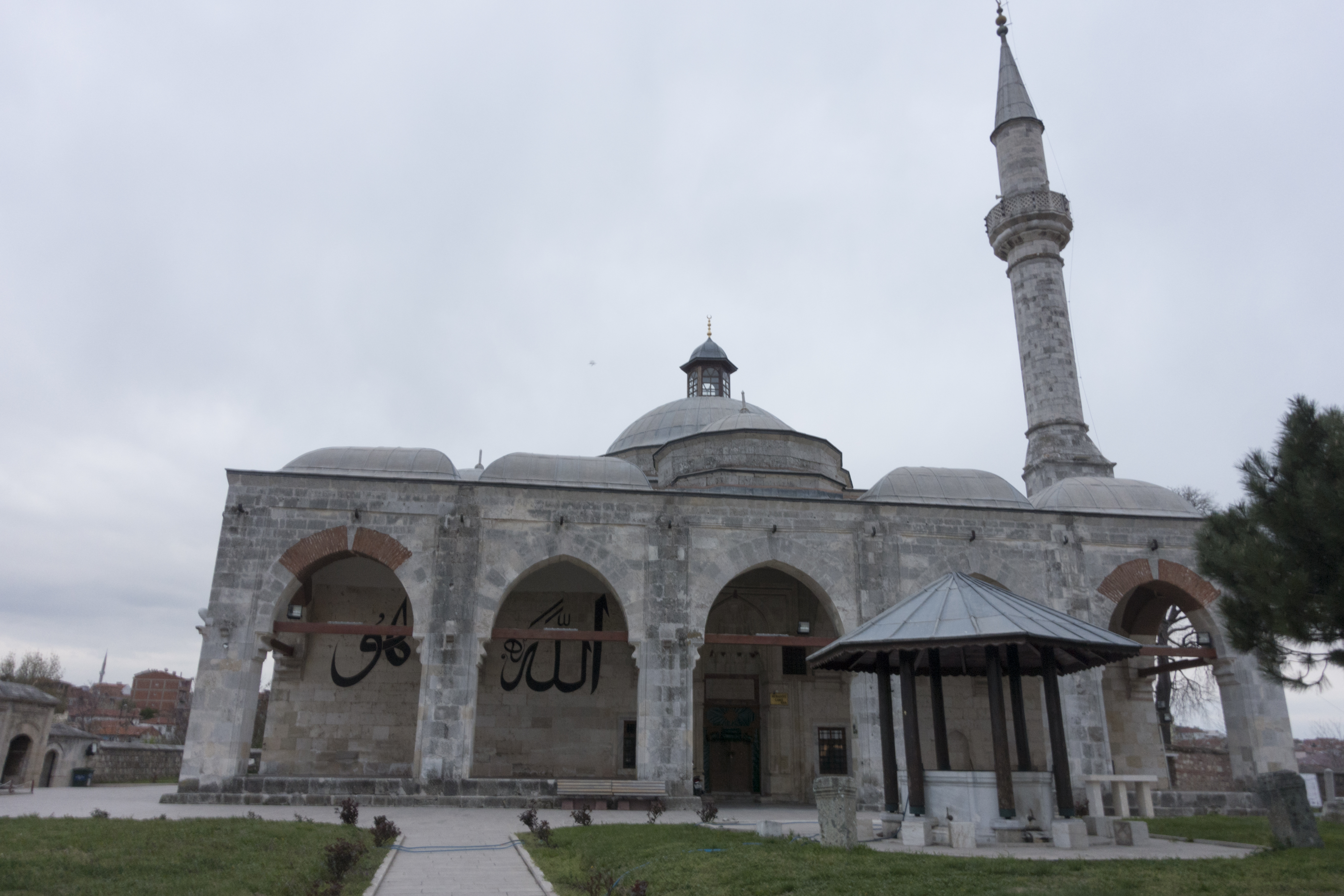
Façade de la mosquée de Mourad II.

- La mosquée de Bajazet Ier (Yıldırım Bayezid Camii). C’est une église byzantine sur un plan cruciforme transformée en mosquée en 1400. L’axe du bâtiment ne correspond pas à la direction de La Mecque (qibla).
- Le complexe de Bajazet II (Bayezit Külliyesi) est un ensemble architectural comprenant une mosquée, une école de théologie (medrese), une école de médecine, un hôpital psychiatrique (darüşşifa), une auberge pour les pèlerins (imaret), un bain (hamam), des cuisines. L’hôpital psychiatrique était une innovation qui n’apparaîtra que beaucoup plus tard en Europe occidentale.
- Grande synagogue d'Edirne, copie de celle de Vienne construite entre 1903 et 1907, elle fut la plus grande synagogue des Balkans.
- L'église bulgare Saint-Georges.
- Plusieurs musées.

## Le rouge d'Andrinople
Dans le domaine de la couleur et des teintures, il existe un rouge qui s'appelle le rouge d'Andrinople.
C'est un composé de chromate de plomb et d'oxyde de plomb, un pigment toxique en voie avancée d'élimination. Sa composition actuelle est exactement la même que la version du défunt jaune de chrome orangé. En fait, le terme de « rouge » d'Andrinople correspond à une ancienne lacune linguistique. Aujourd'hui, il serait plutôt classé parmi les orangés. Il contenait de l'éosine (comme le jaune de chrome précité).
Le rouge d'Andrinople, ou rouge turc, ou rouge des Indes, désigne à la fois un procédé de teinture en rouge du coton, et le résultat de cette opération. Contrairement à ce qui se passe avec la laine, il est extrêmement difficile de teindre en rouge le coton avec la garance. Or un procédé extrêmement complexe existait. L’Inde en garde le monopole jusqu'au XVIIe siècle. De là, il passe au Moyen-Orient, et atteint l'Europe occidentale au XVIIIe siècle. Il s'implante d'abord en France, à Rouen et Nîmes, puis en Alsace, Suisse et pays germaniques. De leur côté, l'Angleterre (Manchester) et la Hollande ne restent pas inactives. Le processus traditionnel, qui utilise une très longue succession d'opérations particulièrement nauséabondes (bains de graisses rances, huiles, urine et excréments, sangs d'animaux) est progressivement simplifié. Le rouge d'Andrinople est très à la mode au XIXe siècle, et constitue une des spécialités des teintureries de Mulhouse,.

## Citations
- Eugène Ionesco, La Cantatrice chauve (1950), scène 1 :

« Mrs Parker connaît un épicier roumain, nommé Popesco Rosenfeld, qui vient d'arriver de Constantinople. C'est un grand spécialiste en yaourt. Il est diplômé de l'école des fabricants de yaourt d'Andrinople. »
- Paul Nizan, "Antoine Bloyé" (1933), chapitre VI : "Au fond de la salle, un escalier tournant, tendu d’andrinople rouge, conduisait à l’étage : Antoine la regardait monter. Il attendait. Les pas de Marcelle frappaient le plancher au-dessus de sa tête."

## Galerie

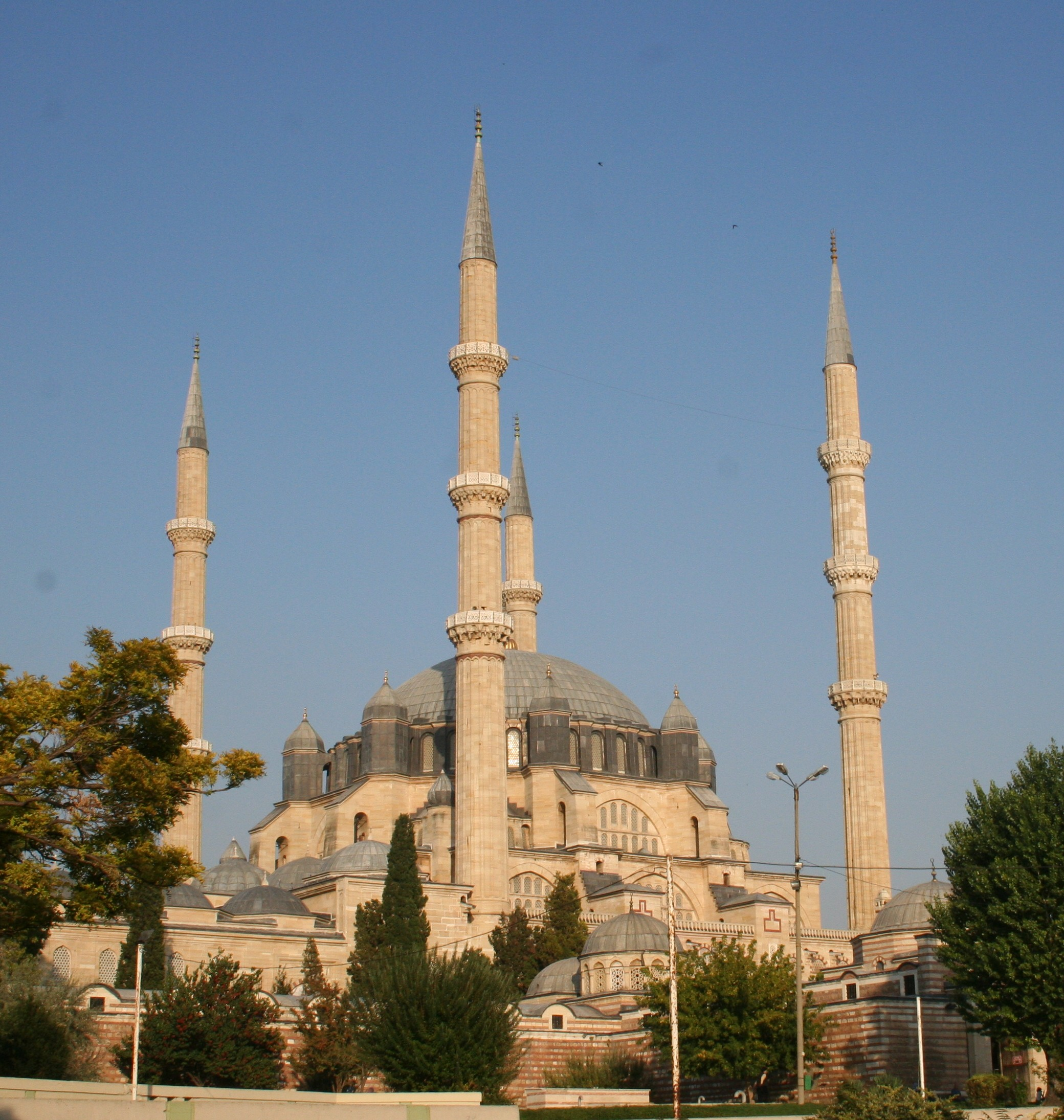
Mosquée de Selim
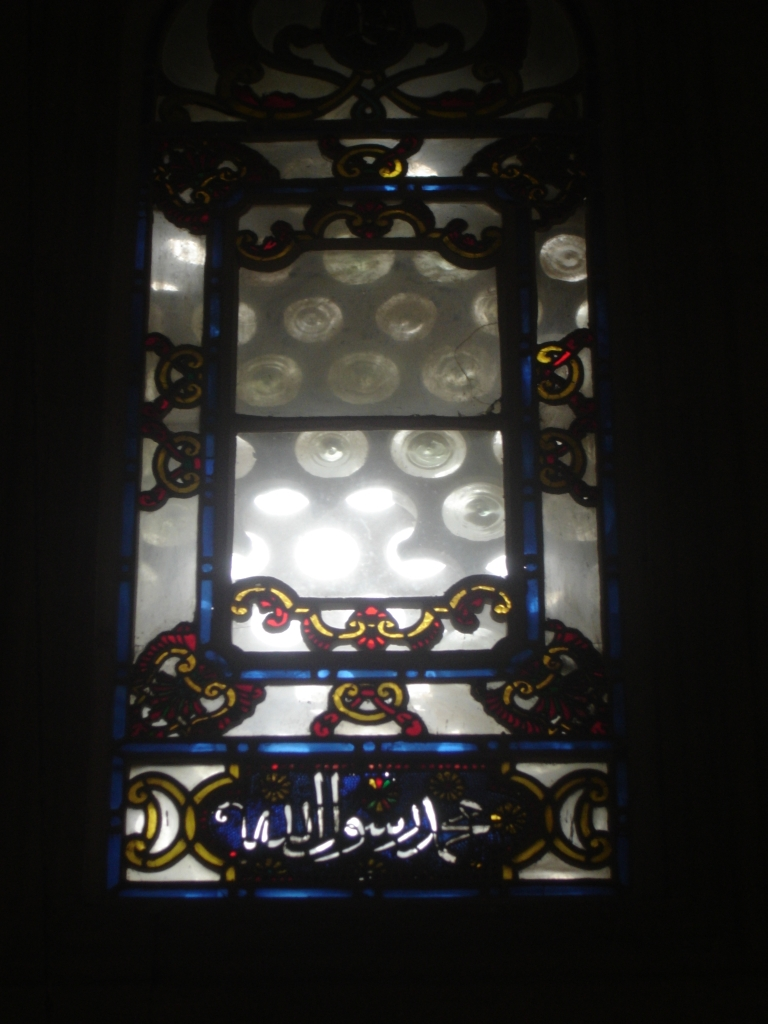
Vitrail dans la mosquée de Selim
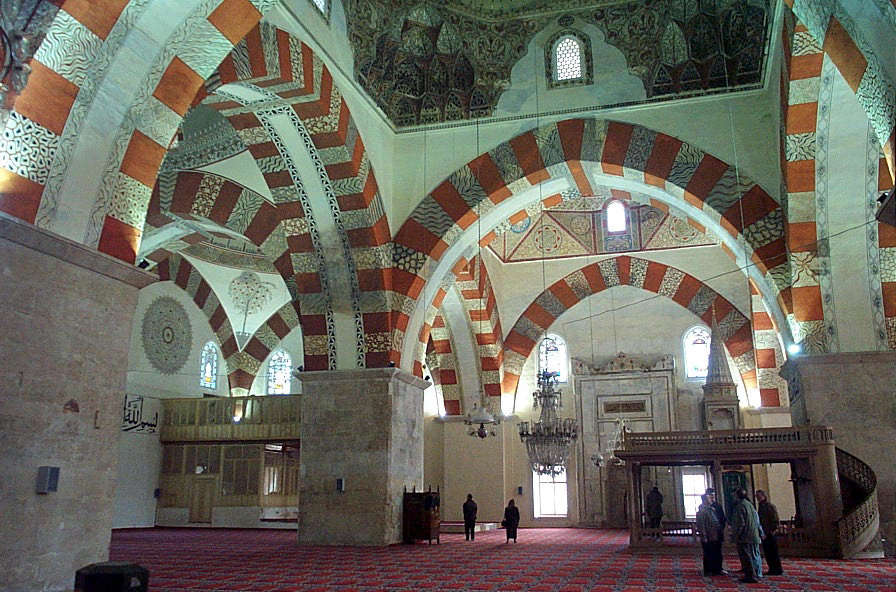
Intérieur de la vieille mosquée
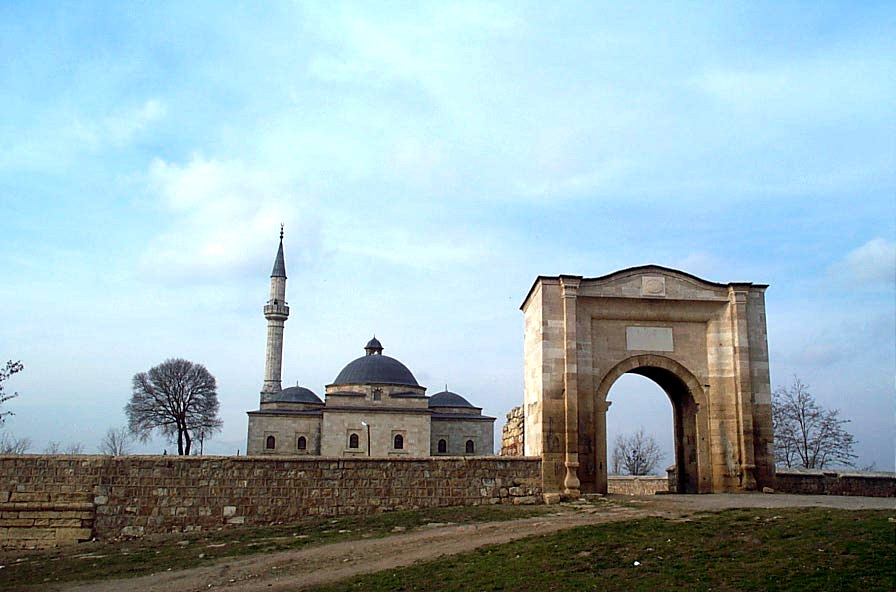
Mosquée de Mourad II
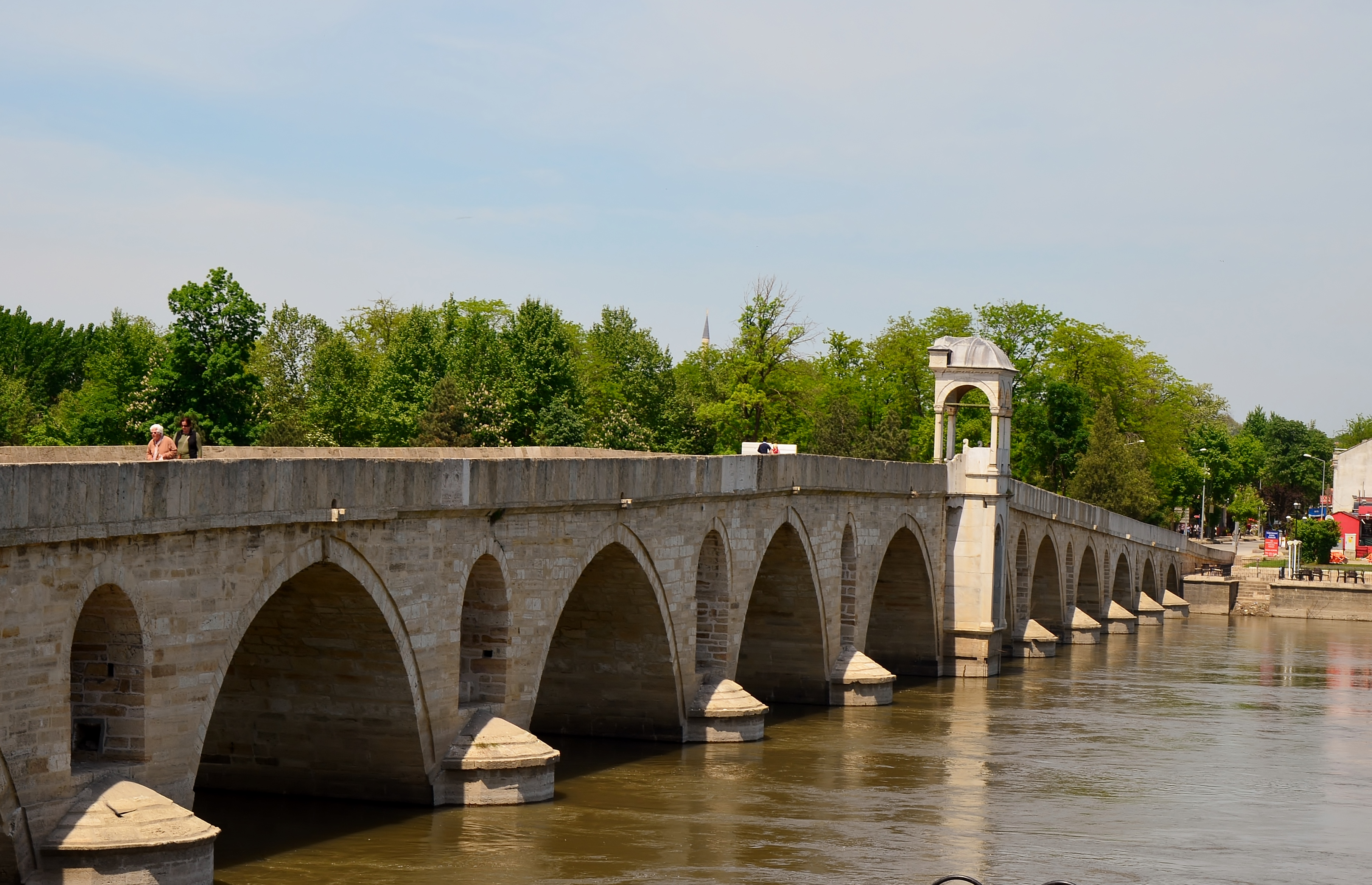
Pont sur la Maritsa
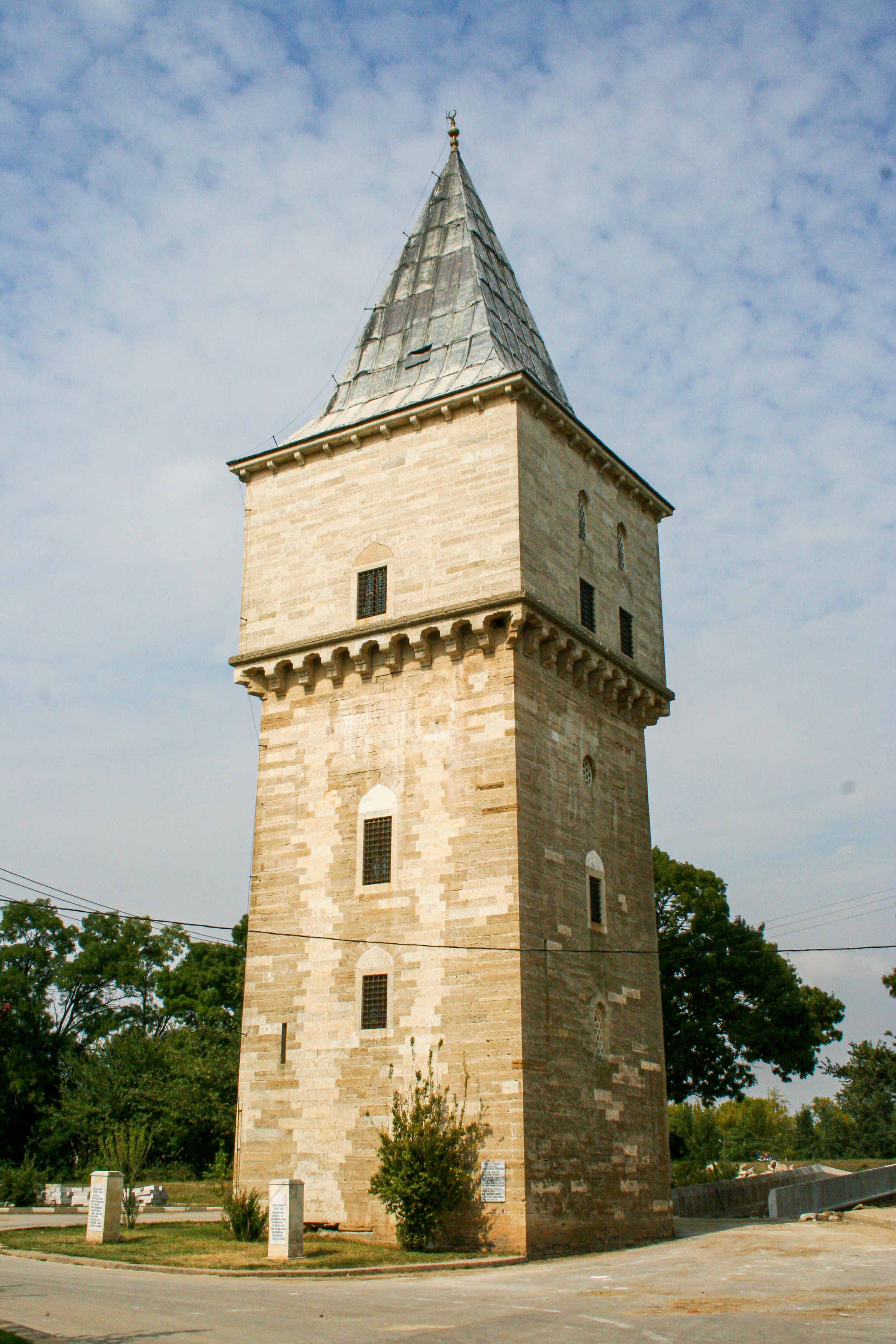
Tour d'Adalet
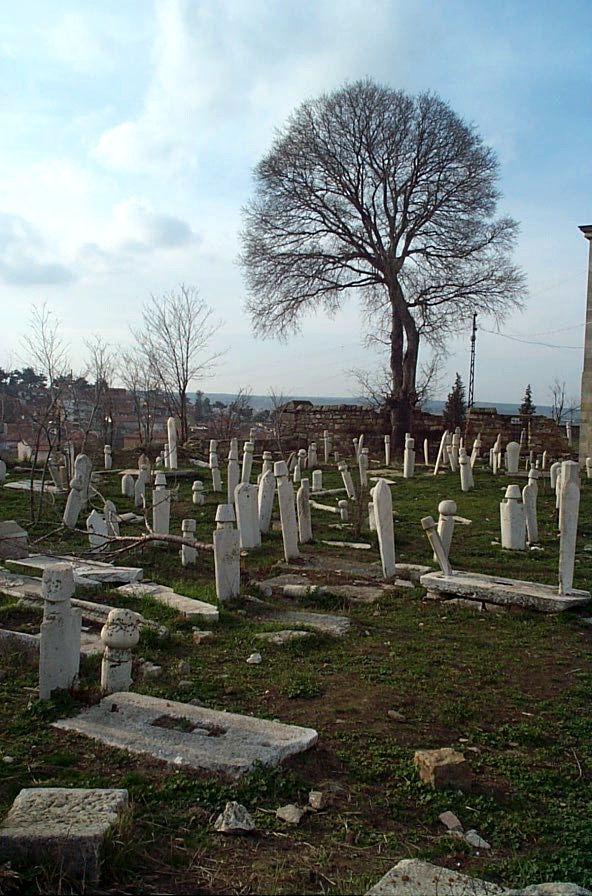
Cimetière
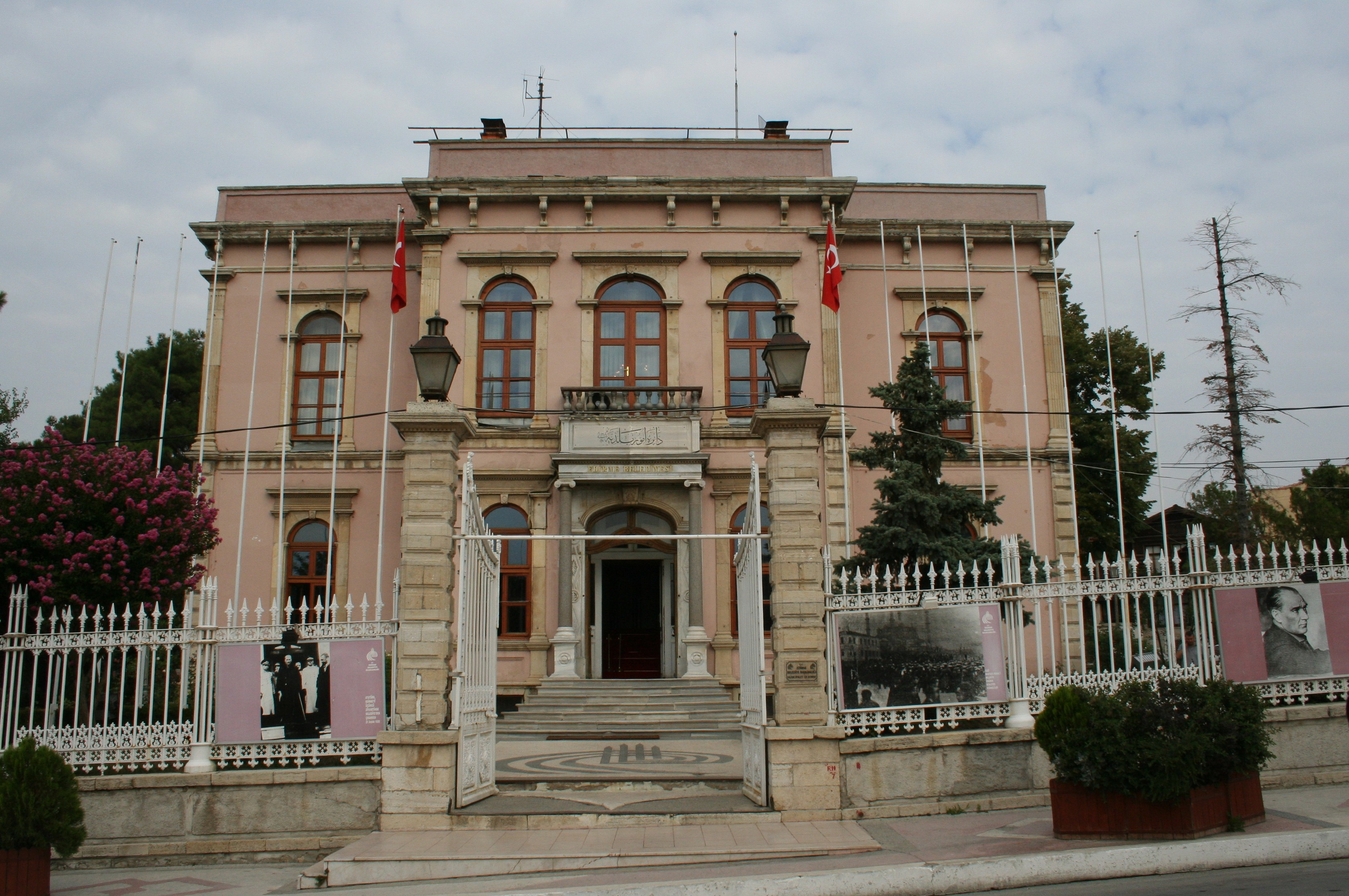
Mairie

## Personnalités liées
- Athanase Ier (1230-1310), patriarche de Constantinople.
- Mehmed II (1432-1481), sultan ottoman qui conquit Constantinople.
- Agathange Ier (1769-1832), patriarche de Constantinople.
- Hagop Baronian (1843-1891), écrivain arménien.
- Joseph Halévy (1827-1917), orientaliste français.
- Sabiha Kasimati (1912-1951), dissidente albanaise.
- Cem Adrian (1980-), chanteur turc de variétés.